# 坎迪多·龍東

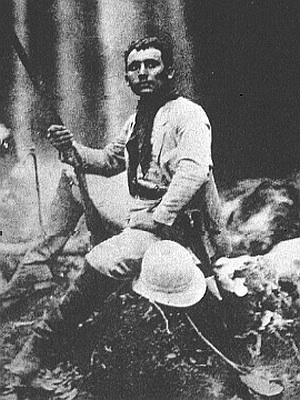
Marshal Rondon.

坎迪多·龍東（葡萄牙語：Cândido Rondon，1865年5月5日—1958年1月19日），巴西探險家。他為人熟悉的事包括：探索亞馬遜盆地西部和馬托格羅索、擔任印第安人民族基金會（Fundação Nacional do Indio）首任會長、提議興建欣古國家公園、與美國總統西奧多·羅斯福一起深險（羅斯福-龍東科學探險）。巴西一級行政區「朗多尼亞州」（Rondônia）以他命名。他被頒授「元帥」（Marechal）軍階，這是巴西最高軍階。
1958年在里約熱內盧逝世，享壽92歲。

## 外部連結
- 《坎迪多·龍東，印第安人的朋友（页面存档备份，存于）》
- 《坎迪多·龍東：探險家、地理學家、調解者》